# Heaps Rock
Der Heaps Rock ist ein Felsvorsprung im westantarktischen Marie-Byrd-Land. Im Massiv des Mount Bursey in der Flood Range ragt er 3 km westnordwestlich des Hutt Peak oberhalb der Bursey-Eisfälle auf.
Der United States Geological Survey kartierte ihn anhand eigener Vermessungen und Luftaufnahmen der United States Navy aus den Jahren von 1959 bis 1966. Das Advisory Committee on Antarctic Names benannte ihn 1974 nach dem US-amerikanischen Meteorologen Kenneth L. Heaps, der 1970 auf der Amundsen-Scott-Südpolstation tätig war.